# 規定性定義
規定性定义是定义的其中一種類型，這是對新的術語給予一个定義或對現有的术语给予新的意思，以方便進行討論。当賦予了新定義時，該定义可能与字典（词法定義）的定义互相矛盾。因此，规定性定义沒有“正确”與“不正确”之分。它只是与其他定义不同，但是可以達到预期的目的。
例如，在纳尔逊·古德曼的归纳之谜中，“Grue and Bleen”被定義为“一個物件的特性，在某个时间观察時，它就会显示绿色；在另一個時間观察，它就会变成蓝色”。由於“Grue”在标准英语中没有意义，因此，古德曼创造了新术语并给它提供了規定性定義。

## 关于规定性定义
规定性定义在提出论据或陈述具体案例时常常用到。例如： 
- 爱一个人就是愿意为那个人而死。
- “人类”就是指智人。
- “学生”就是“未满18岁的本地学校学生”。

還有一種釐定性定義，屬於規定性定义的子类型。雖然與釐定性定義不矛盾，但只延伸了詞法定義的定義。而在科学和哲学中則常用理论性定义，這方面與规定性定义相類似（雖然理论定义在某种程度上是规范性的，但理論定義更像说服性定义）。 
许多有争议的观点都需要使用到规定性定义，以便将情感與其他含义赋予上。例如：将“谋杀”定义为“出于任何原因杀死任何生物”。这种论点還可以使用其他方式定義：“有計劃地杀害人”或“蓄意杀害人”。 在这种情况下，词法定义則屬於介于两者之间。 
当规定性定义与词法定义混淆时，便會出現模棱两可的风险。

## 參看
- 说服性定义
- 釐定性定義
- 理論性定義
- 定義
- 哲學